# Academia de los Desconfiados

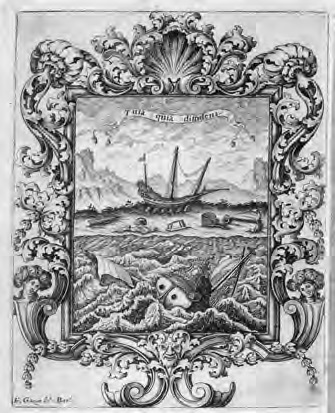
Emblema de la Academia de los Desconfiados, grabado de Francisco Gazán publicado en Nenias reales, Barcelona, 1701.

La Academia de los Desconfiados (en catalán: Acadèmia dels Desconfiats) fue una academia de letras que promovía el estudio de la historia, la lengua y la poesía catalanas. Fue fundada en 1700 en Barcelona por catorce eruditos, y el principal dinamizador fue Pau Ignasi de Dalmases. El resto de miembros fueron Josep Antoni de Rubí i de Boixadors, Joan Antoni de Boixadors Pacs i de Pinós, Antonio de Peguera y de Aymerich, Llorenç de Barutell i d'Erill, Francesc de Junyent i de Vergós, Josep Amat de Planella, Alexandre de Palau i d'Aguilar, Francesc de Josa i d'Agulló, Josep de Taverner i d'Ardena, Agustí de Copons i de Copons, Felip de Ferran i de Sacirera, Josep Clua i Granyena y Josep de Rius i de Flaguera.
La Academia de los Desconfiados, publicó la obra Nenias reales a la muerte de Carlos II de España. Propició la primera edición de las obras de Francesc Vicent Garcia (Barcelona, 1703), que contiene un prólogo que discute el papel de la Academia. Fueron miembros destacados de la Academia Josep Romaguera, fray Manuel de Vega i de Rovira, Joaquim Vives i Ximenes, Joan Baptista de Gualbes i Copons y Francisco Valls. Pudo celebrar sus sesiones hasta 1703.
Se considera como su heredera la institución de la Real Academia de Buenas Letras de Barcelona.